# Іскрівка (Олександрійський район)
І́скрівка (раніше — Корсунівка) — село в Україні, у Петрівській селищній громаді Олександрійського району Кіровоградської області. Населення становить 1137 осіб.
Колишній центр Іскрівської сільської ради.

## Географія
Село Іскрівка розташоване на березі річки Інгулець, при впадінні у неї річки Жовта.
Село має транспортне сполучення з районним центром, що частково збігається з автошляхом територіального значення Т 1210.

## Історія
Село засновано у XVIII столітті.
Станом на 1886 рік у власницькому селі Ганнівської волості Верхньодніпровського повіту Катеринославської губернії мешкало 690 осіб, налічувалось 119 дворових господарств, існувала лавка.
За переписом 1897 року кількість мешканців зросла до 962 осіб (482 чоловічої статі та 480 — жіночої), з яких 946 — православної віри.
У 2020 році, в результаті децентралізації, Петрівська селищна рада об'єднана з Петрівською селищною громадою.
17 липня 2020 року, в результаті адміністративно-територіальної реформи та ліквідації Петрівського району, село увійшло до складу Олександрійського району.

## Населення
Згідно з переписом УРСР 1989 року чисельність наявного населення села становила 1195 осіб, з яких 536 чоловіків та 659 жінок.
За переписом населення України 2001 року в селі мешкали 1142 особи.

### Мова
Розподіл населення за рідною мовою за даними перепису 2001 року:
| Мова       | Відсоток |
| ---------- | -------- |
| українська | 94,64 %  |
| російська  | 2,73 %   |
| вірменська | 1,67 %   |
| молдовська | 0,70 %   |
| білоруська | 0,09 %   |

## Відома особа
- Святий Миколай Іскрівський — священномученик, настоятель місцевого храму, розстріляний більшовиками у 1919 році. У 2001 році його було прославлено у лику святих в РПЦ. Мощі святого зберігаються у сільському храмі Іскрівки.